# Forgive Me (Leona Lewis)
Forgive Me è un singolo della cantautrice britannica Leona Lewis, pubblicato nel Regno Unito il 3 novembre 2008 come quarto estratto dal primo album in studio Spirit.
Il brano è stato scritto da Claude Kelly, Giorgio Tuinfort e Akon e prodotto da quest'ultimo. Il singolo parla di una ragazza che ha trovato un nuovo amore e sta chiedendo perdono al suo ex-ragazzo.

## Video musicale
Il videoclip, diretto da Wayne Isham, si ispira ai musical di Hollywood come West Side Story,Cabaret,Cantando sotto la pioggia e Carousel.

## Classifiche
| Classifica (2008) | Posizione massima |
| ----------------- | ----------------- |
| Australia         | 49                |
| Austria           | 15                |
| Belgio            | 26                |
| Danimarca         | 14                |
| Europa            | 11                |
| Germania          | 15                |
| Giappone          | 39                |
| Irlanda           | 5                 |
| Italia            | 9                 |
| Regno Unito       | 5                 |
| Svezia            | 7                 |
| Svizzera          | 12                |

## Cronologia delle pubblicazioni
| Paesi         | Data            | Formato               |
| ------------- | --------------- | --------------------- |
| Australia     | 26 luglio 2008  | Download digitale     |
| Australia     | 31 ottobre 2008 | CD                    |
| Nuova Zelanda | 26 luglio 2008  | Download digitale     |
| Svezia        | 26 luglio 2008  |                       |
| Europa        | 7 ottobre 2008  | Airplay               |
| Europa        | 17 ottobre 2008 | CD, download digitale |
| Regno Unito   | 20 ottobre 2008 | Download digitale     |
| Regno Unito   | 3 novembre 2008 | CD                    |